# مقاطعة هاوارد (ميزوري)
مقاطعة هاوارد (بالإنجليزية: Howard County)‏ هي إحدى المقاطعات في ولاية ميزوري في الولايات المتحدة الأمريكية.

## أعلام
- جيمس ر. بارتون